# Vetenskapsåret 1943

## Händelser
- 17 maj - Amerikanska försvaret tecknar avtal med Moore School vid University of Pennsylvania om utveckling av datorn ENIAC.
- Brittiska försvaret utvecklar datorn Colossus för att knäcka tyskarnas krypto.
- Abraham Maslow föreslår en behovspyramid i uppsatsen "A Theory of Human Motivation".

### Biologi
- 21 juli - Levande exemplar av Metasequoia glyptostroboides, Dawn Redwood, tidigare känd som mesozoisk fossil, hittas i Kina.[1]

### Teknik
- Mars-december – Bygget av brittiska prototypen Mark I Colossusdator, världens första totalt elektroniska programmerbara datorenhet, genomförs Post Office Research Station, Dollis Hill, för att bistå inom kryptoanalys vid Bletchley Park.[2]
- Okänt datum - Jacques-Yves Cousteau och Emile Gagnan samuppfinner den första kommersiellt framgångsrika dykutrustningen, Aqualungan.[3]

## Pristagare
- Bigsbymedaljen: George Martin Lees [4]
- Copleymedaljen: Joseph Barcroft
- Ingenjörsvetenskapsakademien utdelar Stora guldmedaljen till Gösta Malm och Carl Edvard Johansson
- Nobelpriset: [5]
  - Fysik: Otto Stern
  - Kemi: George de Hevesy
  - Fysiologi/Medicin: Henrik Dam, Edward A. Doisy
- Sylvestermedaljen: John Littlewood
- Wollastonmedaljen: Aleksandr Jevgenjevitj Fersman [6]

## Födda
- 6 juni - Richard Smalley (död 2005), Nobelpristagare i kemi 1996.
- 11 juli - Howard Gardner, lanserade teorin om "multipel intelligens".

## Avlidna
- 5 januari - George Washington Carver (född 1860), amerikansk botaniker.
- 7 januari - Nikola Tesla (född 1856), uppfinnare.

### Fotnoter
1. ↑  Ma, Jinshuang (27 februari 2003). ”Rediscovery of the 'first collection' of the 'Living Fossill', Metasequoia glyptostroboides”. Taxon "52":  ss. 585–8.
2. ↑  Copeland, B. Jack, red (2006). Colossus: the Secrets of Bletchley Park's Codebreaking Computers. Oxford University Press. ISBN 978-0-19-284055-4
3. ↑  "Year by Year 1943" – History Channel International
4. ↑  ”Geological Society”. Arkiverad från originalet den 5 juni 2011. https://web.archive.org/web/20110605101836/http://www.geolsoc.org.uk/gsl/society/history/page753.html. Läst 13 april 2011.
5. ↑  ”Nobelpriset”. http://nobelprize.org/nobel_prizes/lists/all/index.html. Läst 10 april 2011.
6. ↑  ”Geological Society”. Arkiverad från originalet den 5 juni 2011. https://web.archive.org/web/20110605102217/http://www.geolsoc.org.uk/gsl/society/history/page750.html. Läst 14 april 2011.